# Vršovka
Vršovka är en ort i Tjeckien. Den ligger i den nordöstra delen av landet, 120 km öster om huvudstaden Prag. Vršovka ligger 330 meter över havet och antalet invånare är 110.
Terrängen runt Vršovka är platt åt sydväst, men åt nordost är den kuperad.Runt Vršovka är det ganska glesbefolkat, med 43 invånare per kvadratkilometer. Närmaste större samhälle är Náchod, 10,8 km norr om Vršovka. Trakten runt Vršovka består till största delen av jordbruksmark.